# Rîkiv, Skole
Rîkiv (în ucraineană Риків) este o comună în raionul Skole, regiunea Liov, Ucraina, formată numai din satul de reședință.

## Demografie
Componența lingvistică a comunei Rîkiv
     Ucraineană (100%)
Conform recensământului din 2001, toată populația comunei Rîkiv era vorbitoare de ucraineană (100%).